# Slippery nipple

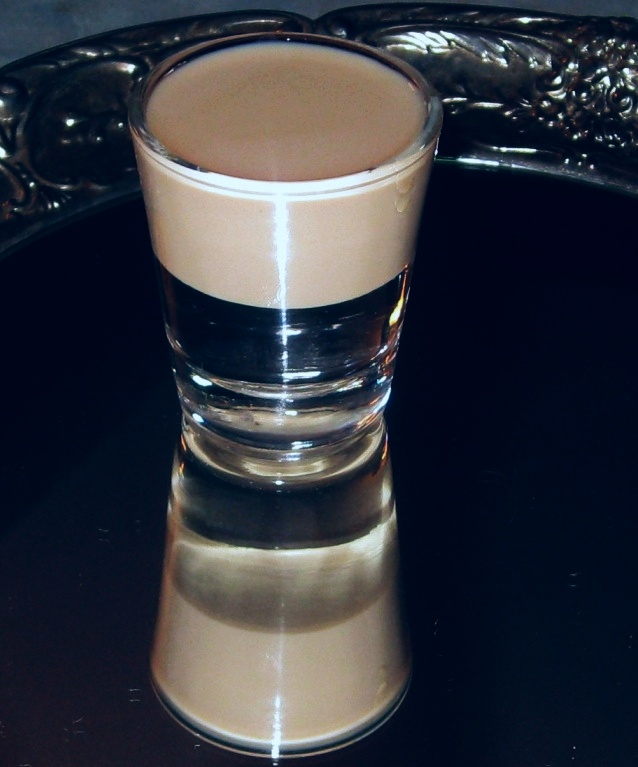
Een Slippery nipple

Een Slippery nipple is een gelaagde cocktail, gemaakt van Baileys en Sambuca. Wanneer correct gemaakt, zijn er twee lagen te zien, veroorzaakt door het verschil tussen de relatieve dichtheid van de ingrediënten. De Baileys verzacht de anijssmaak van de Sambuca.

## Ontstaan
Het is onduidelijk wie de cocktail heeft uitgevonden of benoemd. Waarschijnlijk is deze ontstaan in de jaren 80, tijdens een periode van populariteit van cocktails. 
De naam heeft vage overeenkomsten met de borst van een vrouw, vanwege de kleur en de melkachtige smaak en textuur.

## Bereiding
De meest voorkomende versie hiervan wordt gemaakt door 
- ½ shot Sambuca
- ½ shot Baileys.

De Sambuca moet eerst in het kegelvormig shot glas geschonken worden, waarna voorzichtig de Baileys langs de binnenrand van het glas wordt toegevoegd, zodat de twee vloeistoffen niet vermengen en de Baileys boven de Sambuca blijft drijven. 
Soms wordt de Baileys langs een ondersteboven gekeerde lepel gegoten om het te laten drijven. In sommige varianten wordt een kers (als "tepel") op de bodem van het glaasje geplaatst. 
Bij een andere variant wordt de helft van de Baileys vervangen door een scheutje grenadine of wodka.